# Jean Bidault
Pour les articles homonymes, voir Bidault.
Jean Joseph Bidault est un homme politique français né le 11 mars 1796 à Dun-sur-Auron (Cher) et mort le 2 novembre 1854 à Crézançay-sur-Cher (Cher).

## Biographie
Avocat à Saint-Amand-Montrond en 1820, il est un opposant à la Restauration. Il est conseiller municipal de Saint-Amand-Montrond après 1830. Il est sous-commissaire du gouvernement à Saint-Amand-Montrond en 1848 et député du Cher de 1848 à 1849, et de 1850 à 1854, siégeant d'abord dans le groupe de Cavaignac, puis à droite. Rallié au Second Empire, il siège dans la majorité dynastique.

## Sources
- « Jean Bidault », dans Adolphe Robert et Gaston Cougny, Dictionnaire des parlementaires français, Edgar Bourloton, 1889-1891 [détail de l’édition]